# Fasiszta Nagytanács
A Fasiszta Nagytanácsot Benito Mussolini hozta létre.
Ez a szélsőjobboldali párt 1922-ben  megszerezte a hatalmat Olaszországban és mintegy húsz évig, a második világháború végéig uralmon maradt. A szövetségesek itáliai partraszállása után, 1943-tól befolyása a német katonai uralom alatt álló észak-olaszországi Olasz Szociális Köztársaságra korlátozódott.
Az olasz fasizmus számos hasonló mozgalom és párt példaképe lett Európa különböző államaiban, a közhiedelemmel ellentétben viszont a nemzeti szocialista Németország sosem tekintette magát fasisztának így számára nem volt példa a tengely szövetséges ország.